# 尤金妮亚·查尔斯
玛丽·尤金妮亚·查尔斯女爵士（Dame Mary Eugenia Charles，DBE，1919年5月15日—2005年9月6日）是一位多米尼克政治人物，曾于1980年7月21日至1995年6月14日担任多米尼克总理。她是多米尼克的第一位女性律师，第一位女性总理，也是迄今为止唯一一位女性总理。她是继荷属安的列斯的露西娜·达·科斯塔之后的第二位加勒比地区女性总理。她是美洲第一位凭自己的权利当选政府首脑的女性。她是多米尼克任职时间最长的总理，也是总任职时间第三长的女性总理，仅次于印度的英迪拉·甘地和斯里蘭卡的西丽玛沃·班达拉奈克。她保持着连续任职时间最长的女性总理的记录（14年328天）。

## 个人生活
尤金妮亚·查尔斯出生于多米尼克聖盧克區米歇爾角的一个渔村。她的家庭被认为是“有色资产阶级”的一部分，是自由有色人种的后代。她的父亲早年是个泥瓦匠，后来成为一个富有的地主，也做进出口方面的生意。
查尔斯曾在多米尼克的天主教女修道院学校上学，那是该岛唯一的女子中学。之后，她在殖民地法院工作期间对法律产生了兴趣。曾担任Alastair Forbes的助理很多年。她在1947年获得加拿大多倫多大學的法学士学位，然后移居英国就读于倫敦政治經濟學院。她是姐妹会Sigma Gamma Rho的成员。她获得律师资格后回到多米尼克，成为岛上第一位女律师，专攻财产法相关业务。
查尔斯从未结过婚，也没有孩子。1991年，她被授予大英帝國爵級司令勳章。

## 政治生涯
查尔斯在20世纪60年代开始从事政治活动，反对限制新闻自由。她帮助建立了多米尼克自由党（DFP），并从1970年代初至1995年担任该党的领导人。她于1970年当选为多米尼克议会议员，并于1975年成为反对党领袖。1978年多米尼克脱离英国统治获得完全独立后，她继续任职。
当自由党在1980年选举大胜之后，查尔斯就任总理，这是该党的首次选举胜利。她接替了奥利弗·瑟拉芬的职务，后者在一年前刚刚接任，当时大规模抗议活动迫使该国首任总理帕特里克·约翰下台。她还于1980年至1990年担任多米尼克外交部长，1980年至1995年担任财政部长，并担東加勒比國家組織（OECS）主席。
1981年，她遭遇了两次未遂政變。那年，多米尼克军事部队司令弗雷德里克·牛顿组织了一次袭击罗索警察总部的行动，导致一名警察死亡。牛顿和其他五名士兵在袭击中被判有罪，并于1983年被判处死刑。五名同谋的刑期后来改判为终身监禁，但牛顿于1986年被处决。
1981年，一群大多隶属于白人優越主義和三K党组织的加拿大和美国的雇佣军计划发动政变，以恢复前总理帕特里克·约翰的权力。密谋者的代号为“红狗行动”的企图遭到美国联邦特工在路易斯安那州新奥尔良的阻挠。它很快被戏称为“Bayou of Pigs”，指的是几年前在古巴失败的猪湾事件入侵。

查尔斯与美国总统罗纳德·里根在白宮的椭圆形办公室会面，讨论格林纳达相关活动

查尔斯因其在美国入侵格林納達的准备工作中所扮演的角色而在外界广为人知。在格林纳达总理莫里斯·畢曉普被捕并被处决后，当时担任東加勒比國家組織主席的查尔斯呼吁美国，牙买加和巴巴多斯进行干预。她与美国总统一起出现在电视上，支持入侵。记者鲍勃·伍德沃德报道说，美国向多米尼克政府支付了数百万美元，中情局认为其中一部分是查尔斯支持美国干预格林纳达的“回报”。
按照加勒比海地区的标准，查尔斯和她的政党被认为是保守派。但是，美国观察家认为她的许多政策都是中间派甚至是左派。例如，她支持一些社会福利计划。对她来说很重要的其他问题是反腐败法和个人自由。由于她在这些问题上的坚定立场，她被称为“加勒比的铁娘子”（在原来的“铁娘子”玛格丽特·撒切尔之后）。

## 晚年生活和去世
随着第三任期的受欢迎程度下降，查尔斯于1995年宣布退休。自由党随后在1995年大选中失败。退休后，查尔斯在国外进行了演讲。她加入了美国前总统吉米·卡特的卡特中心，该中心促进人权并举行选举以鼓励公平。
2005年8月30日，查尔斯进入馬提尼克法兰西堡的一家医院接受髋关节置换手术。她于9月6日死于肺栓塞，享壽86岁。

## 延伸阅读
- Gabriel J. Christian, Mamo! The Life & Times of Dame Mary Eugenia Charles （页面存档备份，存于）, Pont Casse Press, 2010.
- "Memorial Mass for Dame Eugenia", The Chronicle, 11 September 2009.
- Torild Skard (2014), "Eugenia Charles", Women of power - half a century of female presidents and prime ministers worldwide, Bristol: Policy Press, ISBN 978-1-44731-578-0